# Тубіланду Ндімбі
Тубіланду Ндімбі (фр. Tubilandu Dimbi, 15 березня 1948 — 17 червня 2021) — футболіст ДР Конго, що грав на позиції воротаря. Виступав, зокрема, за клуб «Віта Клуб», а також національну збірну Заїру.
У складі збірної — володар Кубка африканських націй.

## Клубна кар'єра
У 1973 році став переможцем Африканського кубку чемпіонів. У 1974 році виступав за команду «Віта Клуб». Футбольну кар'єру завершив 1989 року. 

## Виступи за збірну
Виступав за національну збірну Заїру. Учасник Кубка африканських націй 1974 року в Єгипті, на якому він разом з командою став переможцем турніру.
У 1974 році головний тренер Заїру Благоє Видинич викликав Тубіланду Ндімбі на чемпіонату світу у ФРН, що став першим мундіалем для ДР Конго / Заїру в історії. Тубіланду заявили під 12 номером. У своїй групі команда зайняла останнє 4 місце, поступившись Шотландії, Бразилії та Югославії. Ндембу зіграв всього в 1 матчі на турнірі, проти Югославії. За рахунку 3:0 на користь югославів вже на 21-ій хвилині він змінив Мвамбу Казаді. Це був перший випадок заміни воротаря у фінальній частині чемпіонату світу через іншу причину, окрім травми. На жаль, першим завданням Тубіланду стало вийняти м'яч із сітки після вільного удару Івана Буляна, який головою замкнув Йосип Каталинський.
1985 році Тубіланду все ще грав за збірну Заїру, з'явившись у відбірковому матчі Кубку африканських націй 1986 року проти Республіки Конго в Браззавілі.

## Досягнення
- Кубок африканських націй
  -  Володар (1): 1974

- Кубок африканських чемпіонів
  -  Володар (1): 1973